# 폴 클로델
폴 클로델(프랑스어: Paul Claudel, 1868년 8월 6일 ~ 1955년 2월 23일) 은 프랑스의 외교관이자 시인이다.
북프랑스의 농촌에서 태어나 파리에서 수학하고, 랭보를 비롯한 상징주의적인 근대시인의 영향을 강하게 받았다. 1890년 처녀희곡으로 서사시극 <황금의 머리>를 발표, 이후에도 <도시> <교환> <대낮에 나눈다> 신비극 <마리아에의 계시(啓示)> <인질> <비단구두> <크리스토프 콜롱의 서(書)> 등을 대표작으로 하는 30편이 넘는 극작품을 계속 발표했다.
그러나 이들 희곡은 1886년 파리의 노트르담 성당에서 크리스마스 저녁기도때에 성령의 계시를 받은 후 열렬한 가톨릭 신자가 되었던 클로델에 있어서는 어디까지나 신을 찬미하는 노래였고, 시작과 마찬가지로 양식이나 제재에 있어서도 일상적인 척도를 초월한 것이었기 때문에 제1차 세계대전 후에도 좀처럼 상연되지 못했다.
그의 희곡이 지니는 연극적인 진가가 인정을 받게 된 것은 아주 근년의 일이며, 연극의 사명이나 전체연극의 발상이나 제전(祭典)을 위해 상연된다는 점 등과 연결되어, 오늘날에는 20세기 연극을 대표하는 프랑스 작가로 지목되기에 이르렀다. 외교관으로 세계 각지를 순회한 클로델은 동양의 연극에도 이해가 깊었다.
그는 시의 운율은 사람의 호흡에 따라야 된다고 주장하여 "클로델적 시형"을 만들었다.

## 같이 보기
- 까미유 끌로델 (1988년 영화)